# Erik Räf
Erik Andersson Räf (i riksdagen kallad Räf i Attarp), född 24 augusti 1858 i Hjulsjö socken, Örebro län, död 30 maj 1923 i Bankeryds församling, Jönköpings län, var en svensk godsägare, disponent och riksdagsman (högerpartist). 
Erik Andersson Räf var son till bergsmannen Anders Ersson Räf. Han genomgick Filipstads bergsskola 1876–1877 och var därefter gruvfogde vid Kviddberg i Hjulsjö socken till 1879, då han flyttade till Jönköpings län. Där var han 1880–1894 gruvförvaltare vid Spexeryds mangangruvor i Ödestugu socken, 1895–1897 disponent vid Ädelfors guldgruva samt 1898–1913 disponent för Jönköpings träförädlings AB, varjämte han 1888–1901 var disponent för Ljungsgårds stenkolsgruvor i Skåne. Från 1897 var han bosatt på det av honom ägda säteriet Attarp i Bankeryds socken. Räf tillhörde Andra kammaren 1902–1920 som representant för den förbudsvänliga och konservativa Jönköpings läns valmansförening. Till en början var han i riksdagen politisk vilde, men anslöt sig därefter till högerpartiet och var även medlem i dess förtroenderåd. Från 1914 tillhörde han konstitutionsutskottet, där hans verksamhet präglades en stark konservatism. Som ordförande i Jönköpings läns nykterhetsförbund 1892–1916 höll Räf över tusen nykterhetsföredrag. Han var även verksam inom frikyrkorörelsen.
I riksdagen skrev han 45 egna motioner i skilda ämnen: arbetsrättsliga problem, kommunikationer (särskilt SJ:s serviceutbud), nykterhet och religion (bl a vidgad rätt till utträde ur statskyrkan. Räf förordade också röstplikt samt anslag till försvarsvänliga föreningar.
Räf fick sammanlagt nio barn. 

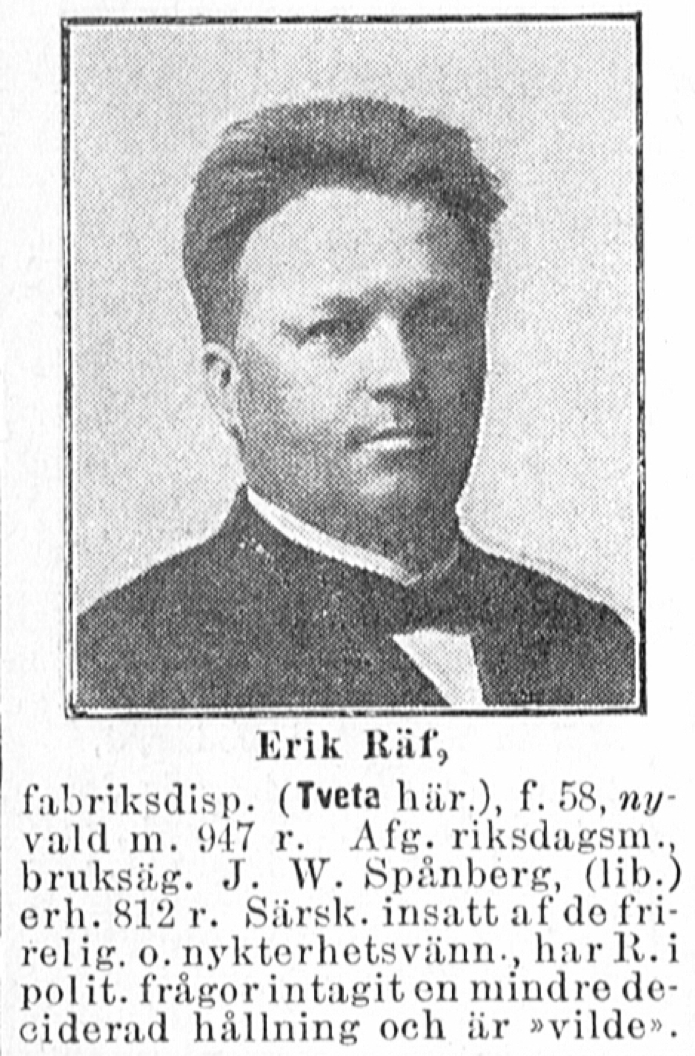
1903 års riksdag
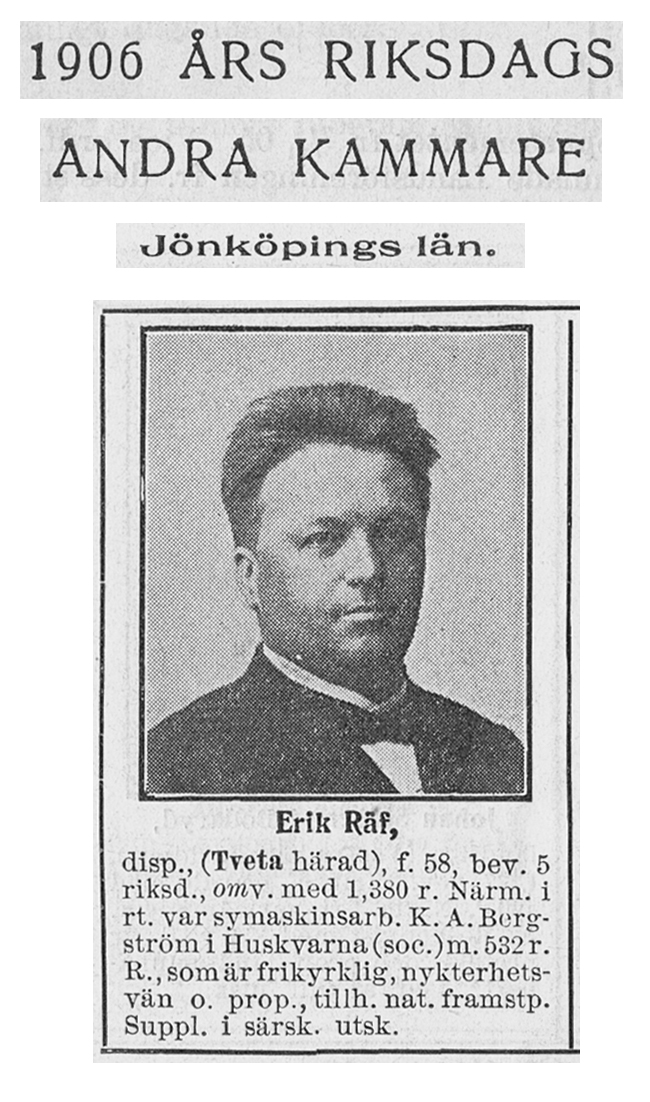
1906 års riksdag